# Leonte Carroo
Leonte Carroo (Edison, 24 gennaio 1994) è un giocatore di football americano statunitense che milita nel ruolo di wide receiver per i Miami Dolphins della National Football League (NFL).

## Biografia

### Miami Dolphins
Dopo avere giocato al college a football coi Rutgers Scarlet Knights dal 2012 al 2015, Caroo fu scelto nel corso del terzo giro (86º assoluto) nel Draft NFL 2016 dai Miami Dolphins. Debuttò come professionista partendo come titolare nella gara del primo turno persa contro i Seattle Seahawks in cui ricevette 2 passaggi per 14 yard. Nel dodicesimo segnò il primo touchdown in carriera su una ricezione da 15 yard nella vittoria contro i San Francisco 49ers.

## Statistiche
| Partite totali         | 14 |
| Partite da titolare    | 2  |
| Ricezioni              | 3  |
| Yard ricevute          | 29 |
| Touchdown su ricezione | 1  |